# Celithemis bertha
Celithemis bertha е вид водно конче от семейство Libellulidae. Видът не е застрашен от изчезване.

## Разпространение
Разпространен е в САЩ (Алабама, Джорджия, Луизиана, Мисисипи, Северна Каролина, Флорида и Южна Каролина).

## Описание
Популацията на вида е стабилна.